# أوبرا نورلاند

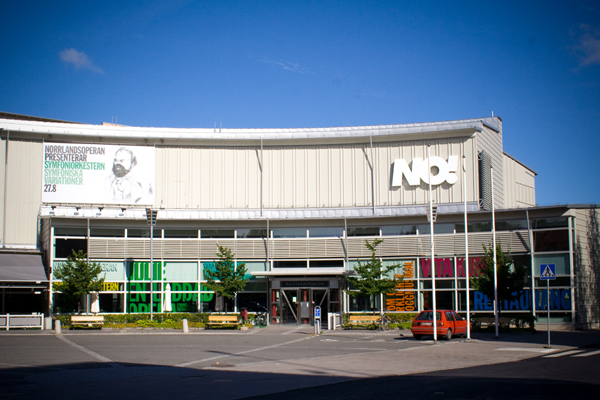
أوبرا نورلاند في أوميو

أوبرا نورلاند "NorrlandsOperan" هي شركة أوبرا سويدية تقع في مدينة أوميو، نورلند، السويد. تمتلكها كل من بلدية أوميو (40%) ومجلس مقاطعة فيستربوتين (60%).
تأسست أوبرا نورلاند عام 1974 كفرقة أوبرا إقليمية. كان أول مخرجيها «أرنولد أوستمان» واستمر فيها من عام 1974 حتى 1979. لهذه الأوبرا الآن أوركسترا سيمفونية خاصة بها تؤدي أوبرا وموسيقى ورقص وفنون أخرى، إضافة إلى عقد ورش عمل واستديوهات.
كان قائد الأوركسترا الرئيس الفنان روي غودمان (1995-2001)، ثم كرستيان يرفي (2000-2004) ثم أندريا كوين (2005-2009) وأخيراً رومان غامبا (2009 حتى الآن).
‌